# Тамайо (Альбасете)
Тамайо (исп. Tamayo) — посёлок в Испании, входит в провинцию Альбасете, в составе автономного сообщества Кастилия — Ла-Манча. Входит в муниципалитет Вильямалеа района Ла-Манчуэла.